# غايل سانز
غايل سانز (بالفرنسية: Gaël Sanz)‏ هو لاعب كرة قدم فرنسي في مركز الدفاع، ولد في 1 مايو 1977 في شارفيل-ميزيير في فرنسا. لعب مع نادي بوفيه ونادي تروا ونادي ليل.

## وصلات خارجية
- غايل سانز على موقع قاعدة بيانات كرة القدم.إي يو (الإنجليزية)